# Vượng Thương
Vượng Thương (chữ Hán giản thể: 旺苍县, Hán Việt: Vượng Thương huyện) là một huyện thuộc địa cấp thị Quảng Nguyên, tỉnh Tứ Xuyên, Cộng hòa Nhân dân Trung Hoa. Huyện này có diện tích 2.976 km², dân số năm 2002 là 450.000 người.
Huyện Vượng Thương được chia thành 15 trấn, 20 hương.
- Trấn: Đông Hà, Gia Xuyên, Mộc Môn, Bạch Thủy, Thượng Vũ, Trương Hoa, Hoàng Dương, Phổ Tế, Tam Giang, Kim Khê, Ngũ Quyền, Cao Dương, Song Hối, Anh Thúy, Quốc Hoa.
- Hương: Long Phượng, Đại Hà, Cửu Long, Vạn Gia, Liễu Khê, Nông Kiến, Hoá Long, Đại Lưỡng, Yến Tử, Thủy Ma, Cổ Thành, Vạn Sơn, Chính Nguyên, Thiên Tinh, Mông Tử, Phúc Khánh, Tảo Lâm, Ma Anh, Diêm Hà, Đại đức.